# Quartier Nantes Erdre
Le quartier Nantes Erdre est un des onze quartiers de Nantes.

## Description
Ce quartier est délimité :
- à l'ouest, par l'Erdre
- au nord, par la commune de Carquefou ;
- à l'est, par la commune de Sainte-Luce-sur-Loire (avec la D 723), devenue la route de Paris à partir de l'Aubinière, puis le boulevard Jules-Verne ;
- au sud, par le boulevard des belges faisant partie du « boulevard de ceinture ».

## Composition
Selon l'Insee, il est constitué de 8 micro-quartiers.

### Beaujoire-Halvêque
Le vocable de Beaujoire vient du terme « bauge » qui désigne notamment la tanière du sanglier, et qui, par extension, qualifiait autrefois ces terres boueuses et les prés marécageux, tandis que Halvêque est une contraction du terme « Haie-l'Évêque » qui indique clairement l'appartenance de domaine à l'évêché de Nantes.
En 1920, les Batignolles-Châtillon construisent à la Halvêque et la Baratte deux de leurs trois cités ouvrières (avec celle du Ranzay).

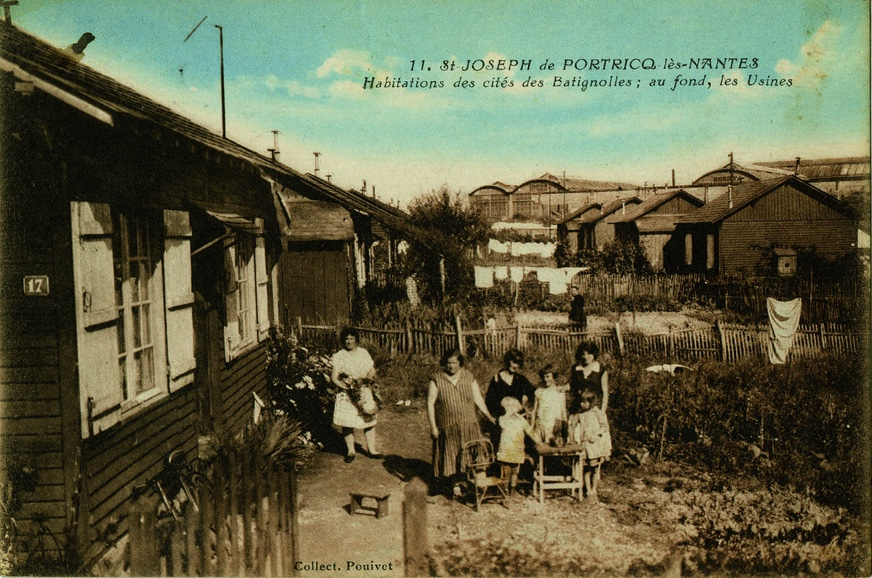
Cité ouvrière de l'usine des Batignolles de Nantes (visible en arrière-plan) dans les années 1920.

### Chantrerie-Gachet
Le premier vocable fait référence au terme de chantre puisque les revenus d'une importante ferme qui s'y trouvait servaient à entretenir la chorale de la cathédrale de Nantes, tandis que le nom de « Gachet » désigne le village situé à proximité. Il s'agit du quartier le plus septentrional de la ville, il comprend notamment le campus de la Chantrerie, qui rassemble plusieurs grandes écoles, et le parc de la Chantrerie, l'un des grands espaces verts de la ville.

### Eraudière-Renaudière
Ces deux vocables désignent chacun une tenure dont les noms sont à rattacher aux patronymes de leurs propriétaires : ainsi, l'« Eraudière » aurait été la propriété d'un certain Raud ou Eraud (patronyme très fréquent dans la région), alors la « Renaudière » est attaché à la famille Renaud.

### Le Plessis-Tison

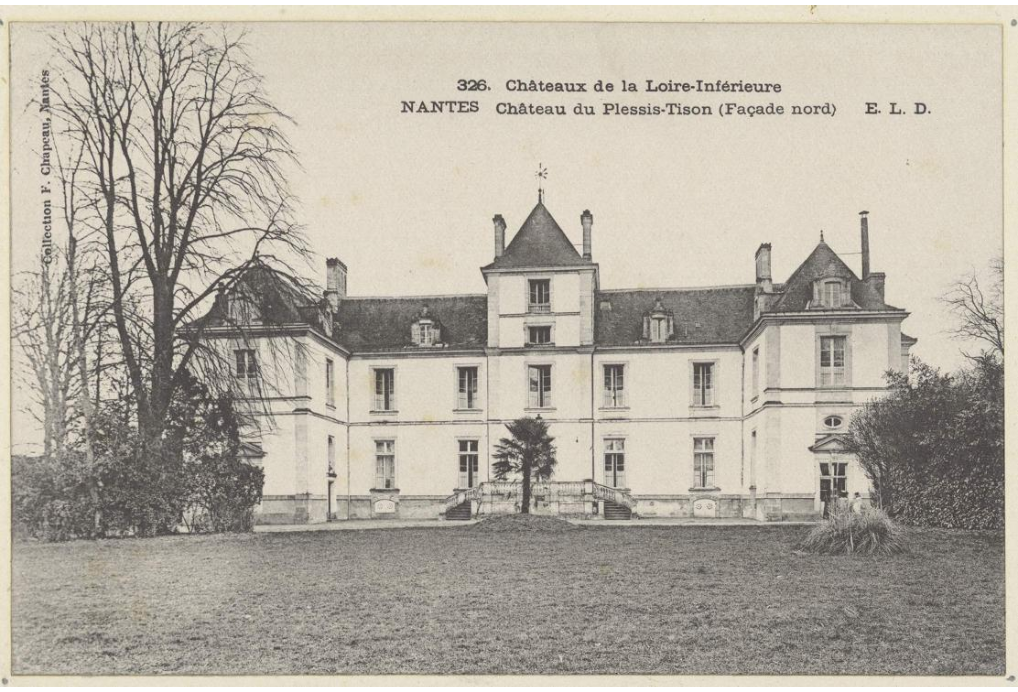
L'ancien château du Plessis-Tison.

Le nom de Plessis-Tison est associé à un ancien domaine seigneurial appartenant à la famille de La Tullaye,. Ceux-ci le vendirent à la ville de Nantes en 1926 qui y aménagea le parc du Plessis-Tison.

### Port Boyer
Comme son nom l'indique, il désigne l'un des nombreux ports naturels qui se trouvent le long du cours de l'Erdre.

### Ranzay-Grand Clos

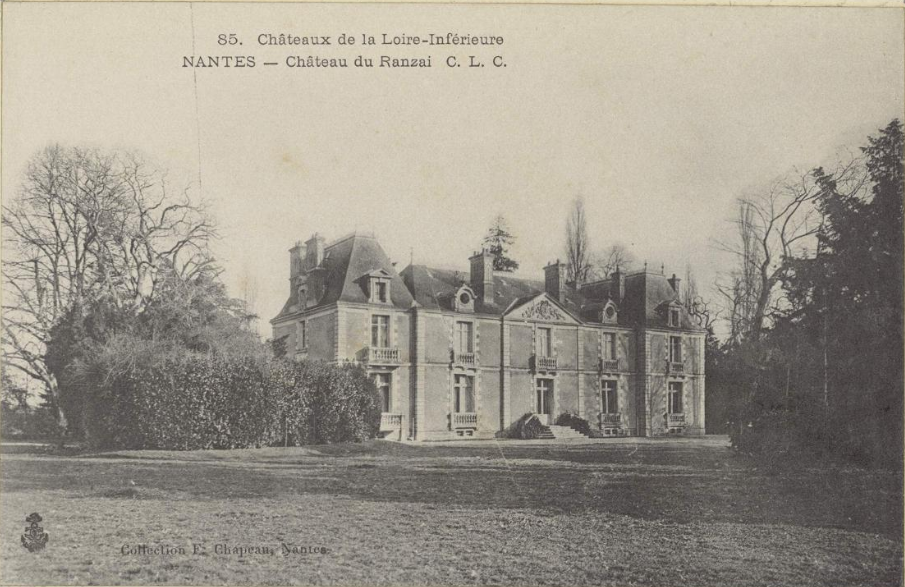
L'ancien château du Ranzay.

Le premier vocable désigne la seigneurie du « Ranzay » (ou « Clermont-Ranzay ») qui était un domaine déjà connu dans la charte du roi Louis VI le Gros sous le nom de Rantiacum. Celui-ci, planté de vignes fut attribué en 1469 par le duc François II a son secrétaire Jacques Raboceau en guise de récompense et exempta le Ranzay d'impôts.
Le second vocable, le « Grand Clos » désigne l'une des premières cités nées de la reconstruction après la Seconde Guerre mondiale. Élaborée par l’architecte Michel Roux-Spitz, elle fut inaugurée en mars 1949.
En 1920, la Compagnie générale de Construction de locomotives Batignolles-Châtillon construit au Ranzay l'une des trois cités ouvrières (avec La Halvêque et La Baratte) situées à proximité de son usine nantaise.

### Saint-Joseph de Porterie
Le bourg de Saint-Joseph de Porterie prend forme en 1846 autour de l'église nouvellement construite, sur le domaine de l'ancienne seigneurie de la Porterie appartenant à la famille Despinoze,,.

### Tortière
Le suffixe -ière venant du Latin aria signifiant « propriété de » indique l'existence en ce lieu d'un domaine ou d'une tenure, dont le nom était associé à celui de son propriétaire.

## Démographie
Le quartier Nantes Erdre compte plus de 24 000 habitants, et a connu la plus forte progression démographique dans les années 1990 avec + 25,7 %, même si le quartier reste le moins dense de la ville.

## Administration
Le quartier compte actuellement une mairie annexe située au no 249, route de Saint-Joseph au manoir de Clermont dans le micro-quartier de Ranzay-Grand Clos.